# パトリック・グランヴィル
パトリック・グランヴィル（Patrick Grainville、1947年6月1日 - ）はフランスの作家。言葉とイメージが氾濫する独自のバロック小説『火炎樹』で29歳のときにゴンクール賞を受賞。バロック、エロティシズム、自伝的要素の入り混じった叙事詩的・幻想的・ラブレー的な作品を2年に一度のペースで発表している。長年、リセで教鞭を執りながら、『フィガロ』紙の週刊文学誌『フィガロ・リテレール』の文学評論を担当し、メディシス賞の審査員も務めている。2018年にアカデミー・フランセーズの会員に選出された。

## 生涯

### 背景・教育
パトリック・グランヴィルは1947年6月1日、ノルマンディー地方カルヴァドス県の港町ヴィレール＝シュル＝メールに生まれた。父ジャック・グランヴィルは建設業を営み、1963年から1989年まで同じカルヴァドス県のヴィレルヴィルの市長を務めていた。
グランヴィルは、ヴィレールとヴィレルヴィルのほぼ中間にあり、現在はリゾート地となっているドーヴィルのリセに通った。ソルボンヌ大学を卒業して文学の大学教授資格を取得。パリ郊外サルトルーヴィルのリセに就任した。教えることが好きで、作家として名を成した後も同じリセで文学を教え続けた。

### 執筆活動
バカロレアに合格した19歳のときに（1966年）最初の小説を書いたが、これは出版社に断られ、1972年、25歳のときに処女作『獣毛』がガリマール出版社から刊行された。アカデミー・フランセーズ会員の作家アンリ・ド・モンテルランに、「あなたには非凡な才能がある。最初の10行を読んだだけでそれがわかる。イメージの氾濫、叙事詩的で幻覚的な感覚…あなたの目はすべてを捉えている」と絶賛された。
翌1973年に同じくガリマール社から刊行された『境』は、今度はゴンクール賞受賞作家で同賞審査員のミシェル・トゥルニエに絶賛された。この年、『境』はゴンクール賞の候補に挙がっており、トゥルニエはこの作品を推したものの、最終的にはすでに他賞の受賞歴のあるスイスの作家ジャック・シェセックスの『鬼』が受賞。審査員長のエルヴェ・バザンは、「グランヴィルは才能があるがまだ若い。今後の活躍を期待して今回は見送りたい」と説明した。
翌1974年に同じガリマール社から第3作『奈落』が刊行されたが、1976年に執筆した第4作『火炎樹』は、「大幅に削除する必要がある」として同社に出版を拒否され、フランスで初めてアルジェリア出身の作家を紹介した地中海叢書、フィリップ・ソレルス、ジャン＝エデルン・アリエら前衛作家が創刊した『テル・ケル』誌のテル・ケル叢書など、新傾向の作家・作品を積極的に取り上げていたスイユ出版社から刊行された（これ以後、グランヴィルの作品は1981年発表の『獣の亡霊』を除いてすべてスイユ社から刊行されている）。アフリカの狂王トコールを主人公とするこの叙事詩的・漫画的なバロック小説『火炎樹』で、グランヴィルは同年ついにゴンクール賞を受賞した。ところが、ゴンクール賞受賞発表があった11月15日に、大俳優ジャン・ギャバンが死去したため、ニュースはこの話題で持ちきりで、グランヴィルのゴンクール賞受賞についてはほとんど取り上げられなかったが、それでも『火炎樹』の売上は25万部に達した。
原題の「フランボワイアン（Les Flamboyants）」は、フランス語ではジャケツイバラ科の植物、特に深紅の燃えるような花をつけるホウオウボク（鳳凰木）であり、同時にまた、ゴシック建築の特徴の一つであるフランボワイアン（火焔式）を表わす。『ル・ポワン』誌は、「グランヴィルはつぶやきの作家ではなく、喧騒、嵐、輝き、火炎の作家である」と評した。

### その他の活動
グランヴィルは1974年にベルナール・ピヴォの文学討論番組『ウーヴレ・レ・ギユメ（引用符を開いて）』に出演したのを機に、同じくピヴォが司会を務めた後続番組『アポストロフ（アポストロフィー、頓呼法）』（1975年から1990年まで国営テレビ局「アンテンヌ 2」で放映）などのテレビ番組にも頻繁に出演した。『アポストロフ』にはクロード・シモン、アラン・ロブ＝グリエ、マルグリット・ユルスナール、ミラン・クンデラ、ジョルジュ・シムノンらフランス在住の作家だけでなく、ウラジーミル・ナボコフ、ノーマン・メイラー、アレクサンドル・ソルジェニーツィン、スーザン・ソンタグ、ニール・シーハン、ウィリアム・スタイロンら国外の大作家も出演して白熱した議論を交わしたことで、文学討論番組としては異例の人気を博した。グランヴィルは翌日出勤すると教え子に「先生、昨夜はやり過ぎだったね」と言われるほど、生徒たちにも人気の番組であった。
グランヴィルはまた、25年以上にわたって『フィガロ』紙の週刊文学誌『フィガロ・リテレール』の文学評論を担当し、さらにメディシス賞の審査員も務めた（2019年現在も在任）
29歳でゴンクール賞を受賞した後、アフリカを旅行したが、これ以外は、以前と同じようにサルトルーヴィルのリセの教員を続け、文学番組に出演し、文学雑誌に寄稿し、文学賞の審査員を務めながら、2年に一度のペースで小説を発表し続けている。
2018年3月8日にアカデミー・フランセーズの会員に選出された。席次9、作家・歴史学者アラン・ドゥコーの後任であり、2019年2月21日に会員就任式が行われた。佩剣は、医学の象徴であるヘルメスの杖ケリュケイオンをかたどったものである。制作されたのは1913年。アポリネールが詩集『アルコール』を発表し、ストラヴィンスキーの『春の祭典』が初演されるなど、文学・芸術における画期的な出来事があった年であり、また、グランヴィルの父が死去した年でもある。

## 作風・題材

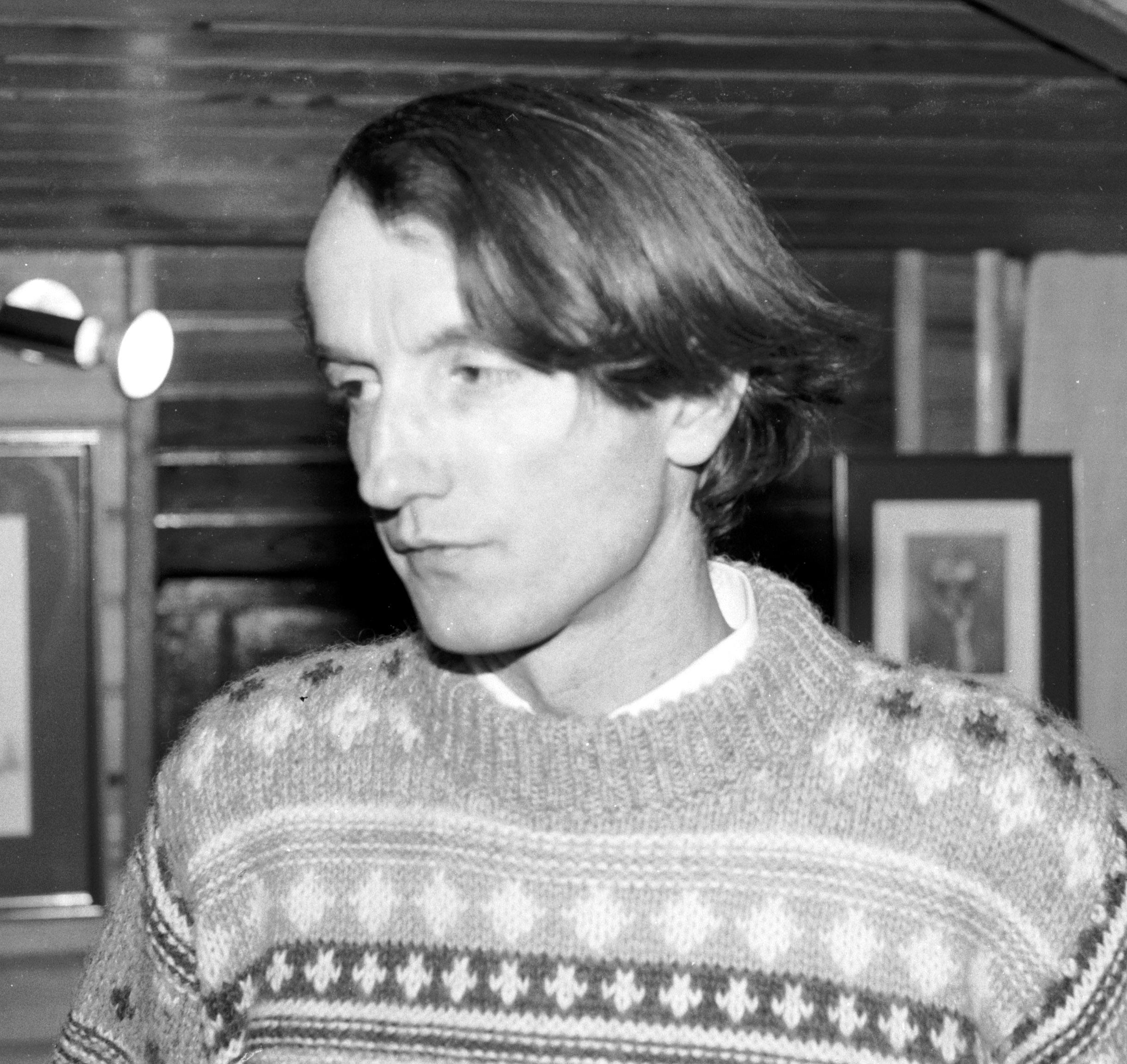
パトリック・グランヴィル（1982年）

上述のように、グランヴィルは2年に一度のペースで長編小説を発表し、雑誌掲載のものを除いて、短編や詩、随筆などは書物として発表していないが、芸術、特に絵画に造詣が深く、作品の題材として扱うほか、エゴン・シーレ、フェリックス・ヴァロットン、および現在フランスで活躍している画家について主に共同で解説書を書いている。
作品の題材としては、『画家のアトリエ』（1988年）でヤン・ファン・エイクの『アルノルフィーニ夫妻像』、『狂人たちの海崖』（2018年）では故郷ノルマンディーの港町を舞台にクロード・モネらの印象派の画家を扱っている。また、2010年発表の『蛸の接吻』は、北斎の春画『蛸と海女』（フランス語の画題「漁師の妻の夢（Le Rêve de la femme du pêcheur）」）に着想を得た性愛小説である。エロティシズムはグランヴィルの作品に一貫する重要なテーマであり（『蛸の接吻』のほか、たとえば1986年刊行の『嵐の天国』、2014年刊行の『水牛』）、上述の『火炎樹』に代表される、言葉とイメージが氾濫する独自のバロック的文体、『オージー、雪』（1990年）、『傷ついた手』（2006年）に代表される自伝的要素と併せて、これらが複雑に絡み合った叙事詩的、幻想的、あるいはラブレー的な世界を創り出している。

## 受賞・栄誉
- ゴンクール賞 - 『火炎樹』に対して（1976年）
- ウィリアム征服王賞（Prix Guillaume-le-Conquérant）- 『オージー、雪』に対して（1990年）- ノルマンディー作家協会（フランス語版）の文学賞[26]
- 文学者協会（フランス語版）（SGDL）のSGDL文学大賞（フランス語版） - 『鼠の光』に対して（2008年）[27]
- ポール・モラン文学大賞（フランス語版） - 全作品に対して（2012年）- アカデミー・フランセーズ文学大賞と交互に隔年に授与されるアカデミー・フランセーズの文学賞[28]
- パラティーヌ歴史小説大賞（Grand prix Palatine du roman historique）- 『水牛』に対して（2014年）- BPCEの完全子会社パラティーヌ銀行（フランス語版）によって歴史的な正確さと文学的な独自性を備えた作品に与えられる賞[29]
- レジオンドヌール勲章シュヴァリエ[2]
- 国家功労勲章オフィシエ[2]
- 芸術文化勲章オフィシエ[2]
- 教育功労章シュヴァリエ[2]

## 邦訳作品
- 『火炎樹』篠田知和基訳、国書刊行会〈文学の冒険〉、1998年

## 著書

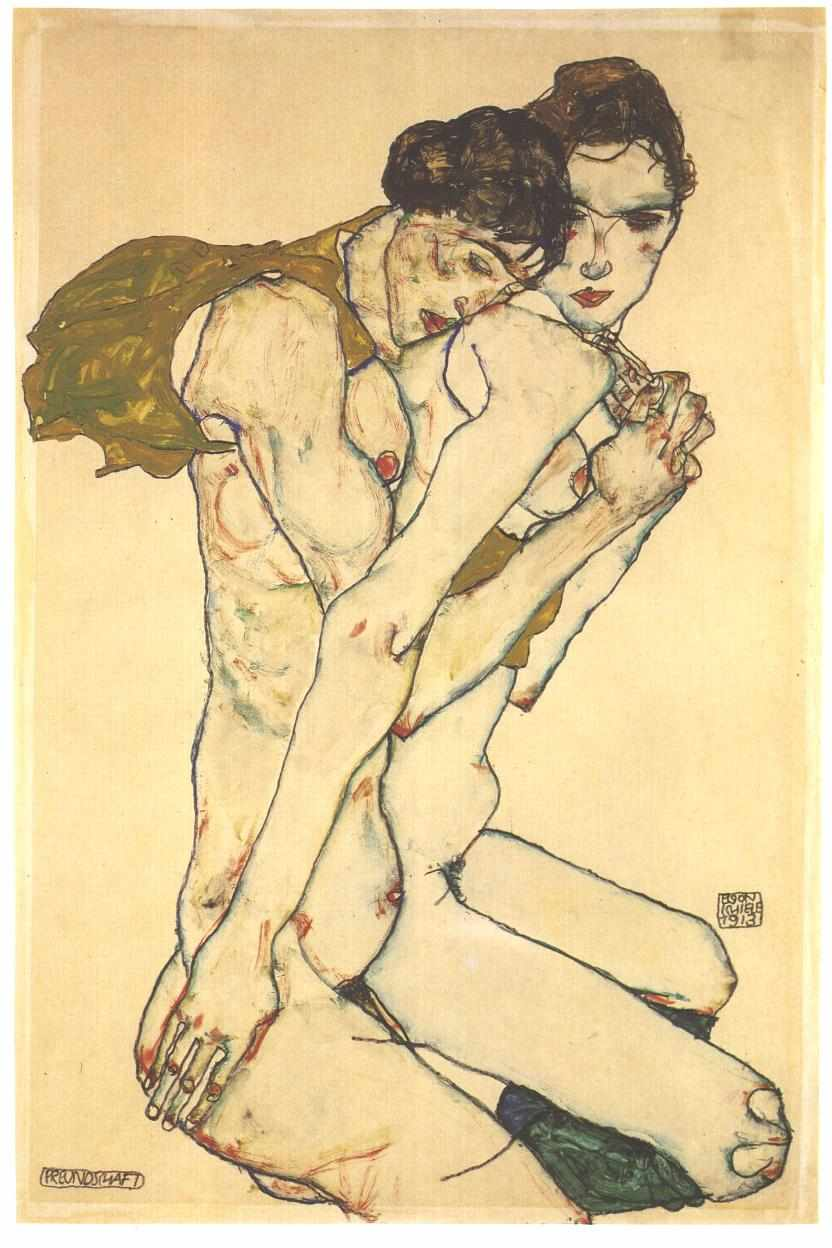
『嵐の天国』（1986年刊）の表紙に掲載されたエゴン・シーレの『友情』

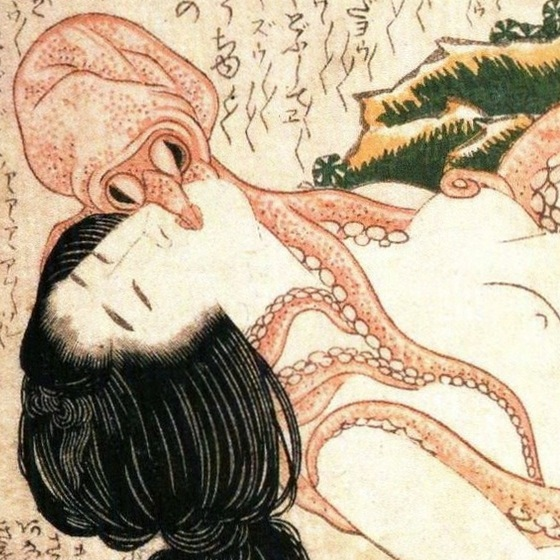
『蛸の接吻』（2010年刊）の表紙に掲載された北斎の『蛸と海女』

- La Toison, Gallimard, 1972（獣毛）
- La Lisière, Gallimard, 1973（境）
- L'Abîme, Gallimard, 1974（奈落）
- Les Flamboyants, Seuil, 1976（火炎樹）
  - 『火炎樹』篠田知和基訳、国書刊行会、1998年
- La Diane rousse, Seuil, 1978（赤毛のディアナ）
- Le Dernier Viking, Seuil, 1980（最後のヴァイキング）
- L'Ombre de la bête, Balland, 1981（獣の亡霊）
- Les Forteresses noires, Seuil, 1982（黒い要塞）
- La Caverne céleste, Seuil, 1984（天空の洞窟）
- Le Paradis des orages, Seuil, 1986（嵐の天国）
- L'Atelier du peintre, Seuil, 1988（画家のアトリエ）
- L'Orgie, la Neige, Seuil, 1990（オージー、雪）
- Colère, Seuil, 1992（怒り）
- Les Anges et les Faucons, Seuil, 1994（天使と鷹）
- Le Lien, Seuil, 1996（絆）
- Le Tyran éternel, Seuil, 1998（永遠の暴君）
- Le Jour de la fin du monde, une femme me cache, Seuil, 2000（世界の終わりの日、ある女が私を隠す）
- L'Atlantique et les Amants, Seuil, 2002（大西洋と恋人たち）
- La Joie d'Aurélie, Seuil, 2004（オーレリーの喜び）
- La Main blessée, Seuil, 2006（傷ついた手）
- Lumière du rat, Seuil, 2008（鼠の光）
- Le Baiser de la pieuvre, Seuil, 2010（蛸の接吻）
- Le Corps immense du président Mao, Seuil, 2011（毛主席の巨大な身体）
- Bison, Seuil, 2014（水牛）
- Le Démon de la vie, Seuil, 2016（生の悪魔）
- Falaise des fous, Seuil, 2018（狂人たちの海崖）